# Veleposlaništvo Republike Slovenije na Danskem
Veleposlaništvo Republike Slovenije na Danskem (uradni naziv Veleposlaništvo Republike Slovenije v Kopenhagnu) je diplomatsko predstavništvo (veleposlaništvo) Republike Slovenije s sedežem v Københavnu (Danska). Poleg te države to veleposlaništvo pokriva še Islandijo, Norveško, Finsko in Švedsko.

## Veleposlaniki
- Mihael Zupančič (2022– )
- Edvin Skrt (2018–2022)
- Tone Kajzer (2013–2018)
- Bogdan Benko (2008–2012)
- Rudi Gabrovec (2004–2008)
- Andrej Logar (2000–2004)